# Esclerènquima

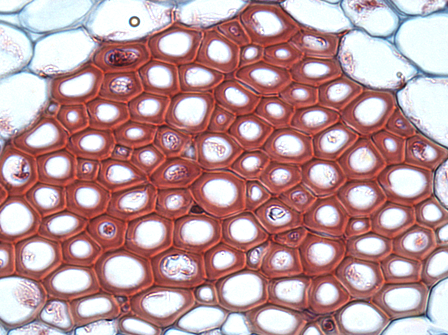
Secció transversal de les fibres esclerènquimes

L'esclerènquima és el teixit que fa que la planta sigui dura i rígida. L'esclerènquima és el teixit de suport de les plantes. Hi ha dos tipus de cèl·lules esclerènquimes: fibres cel·lulars i esclerèides. Les seves parets cel·lulars consisteixen en cel·lulosa, hemicel·lulosa i lignina. Les cèl·lules esclerènquimes són les principals cèl·lules de suport dels teixits vegetals que han deixat de créixer. Les fibres d'esclerènquima tenen una gran importància econòmica, ja que constitueixen el material d'origen de molts teixits (per exemple lli, cànem, jute i rami).
A diferència del col·lènquima, l'esclerènquima madur es compon de cèl·lules mortes amb parets cel·lulars extremadament gruixudes (parets secundàries) que representen fins al 90% del volum cel·lular sencer. El terme esclerènquima deriva del grec σκληρός (sklērós), que significa «dur». Són les parets dures i gruixudes que fan que les cèl·lules de l'esclerènquima siguin importants elements de reforç i suport de les parts de les plantes que han deixat d'allargar-se. La diferència entre esclereides no sempre és clara: existeixen transicions, de vegades fins i tot dins de la mateixa planta.

## Fibres
Les fibres o bast són generalment cèl·lules llargues, primes i anomenades prosenquimatoses, que solen aparèixer en cadenes o feixos. Els feixos d’una tija s'anomenen col·loquialment fibres. La seva elevada capacitat de càrrega i la facilitat amb què es poden processar els ha convertit des de l'antiguitat en el material primari de diverses coses, com cordes, teles i matalassos. Les fibres de lli (Linum usitatissimum) són conegudes a Europa i Egipte des de fa més de 3.000 anys, les de cànem (Cannabis sativa) a la Xina també des de l'antiguitat. Aquestes fibres, i les de jute (Corchorus capsularis) i rami (Boehmeria nivea, una ortiga), són extremadament suaus i elàstiques i són especialment adequades per al processament de tèxtils. El seu principal material de paret cel·lular és la cel·lulosa.
Contrasta que siguin fibres dures que es troben majoritàriament en liliòpsids. Exemples típics són la fibra de moltes gramínies, Agave sisalana (sisal), Iuca o Phormium tenax, Musa textilis i altres. Les seves parets cel·lulars contenen, a més de cel·lulosa, una elevada proporció de lignina. La capacitat de càrrega de Phormium tenax és de fins a 20-25 kg / mm², el mateix que el de bon filferro d'acer (25,5 mm) kg / mm²), però la fibra es trenca tan aviat com se li posa una tensió prou gran, mentre que el fil es distorsiona i no es trenca abans que una tensió de 80 kg / mm². A partir del centre de la fibra, les capes d'espessiment de la paret secundària es dipositen una darrere l'altra. El creixement a les dues puntes de la cèl·lula condueix a l’allargament simultani. Durant el desenvolupament, les capes de material secundari semblen tubs, amb un exterior sempre més llarg i antic que el següent. Després de completar el creixement, es complementen les parts que falten, de manera que la paret s'espesseix uniformement fins a les puntes de les fibres.
Les fibres s'originen generalment a partir de teixits meristemàtics. Càmbium i meristema són els seus principals centres de producció. Normalment, s'associen amb el xilema i el floema dels feixos vasculars. Les fibres del xilema sempre estan lignificades, mentre que les del floema són cel·lulòsiques. Durant l'evolució es van millorar la força les parets cel·lulars de la traqueïa, es va perdre la capacitat de conduir aigua i es va reduir la mida de les fosses. Les fibres que no pertanyen al xilema són bast (fora de l'anell del càmbium) i aquestes fibres que es disposen en patrons característics en diferents llocs del brot. El terme «esclerènquima» (originalment Sclerenchyma) va ser introduït per Mettenius el 1865.

## Esclerèides

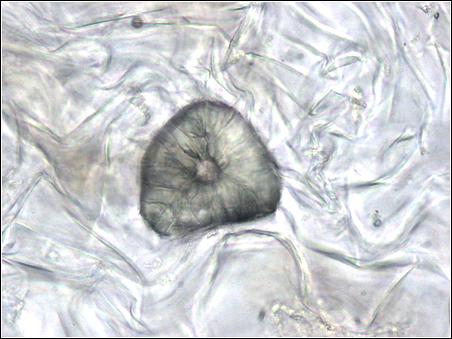
Muntanya fresca d’una esclerèida

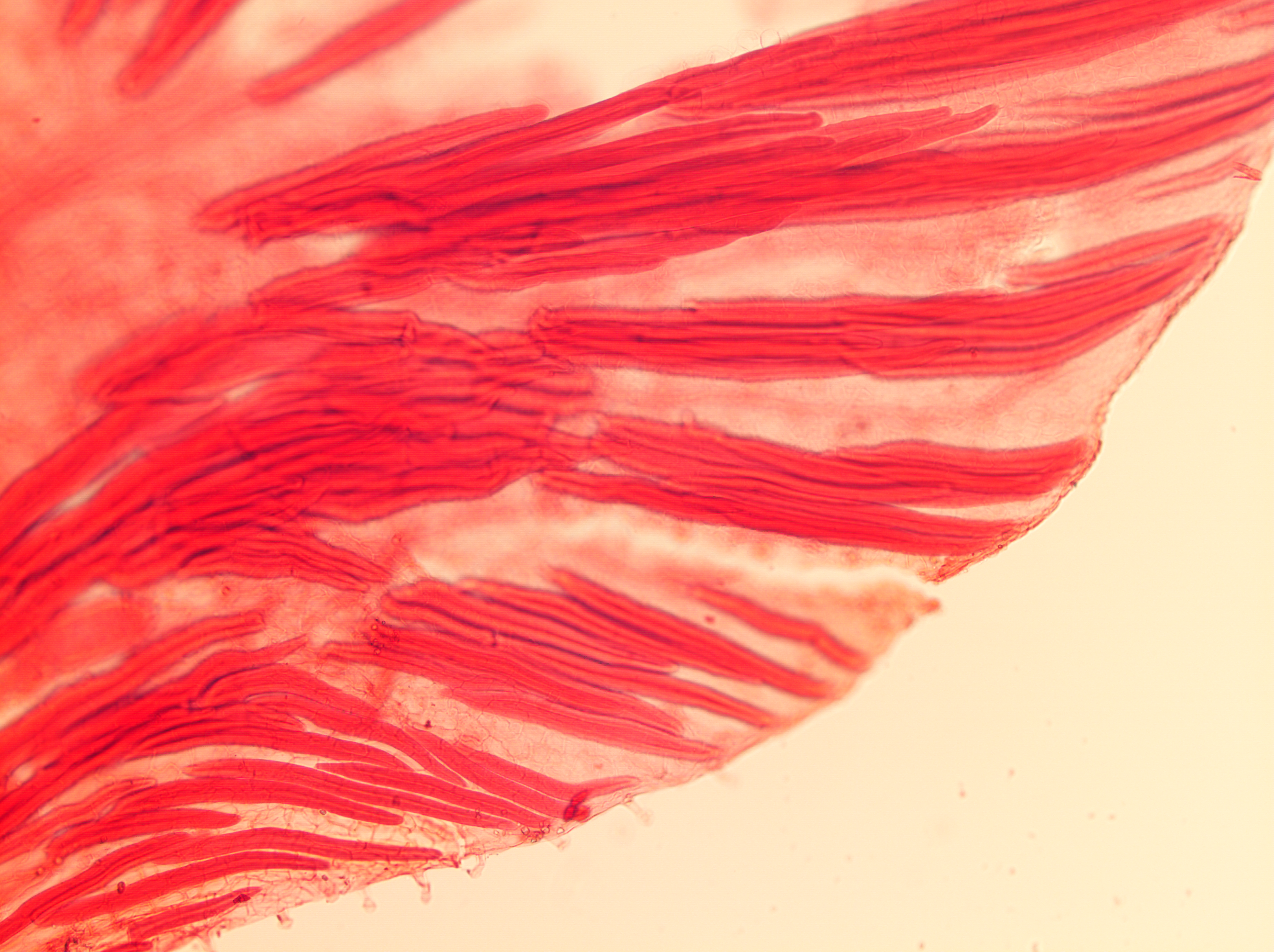
Esclerèides llargues i afilades que suporten la vora de la fulla a Dionysia kossinskyi

Les esclerèides són la forma reduïda de cèl·lules esclerènquimes amb parets lignificades molt engrossides.
Són petits feixos de teixit esclerènquim en plantes que formen capes duradores, com ara els nuclis de les pomes i la textura granulosa de les peres (Pyrus communis). Les esclerèides tenen una forma variable. Les cèl·lules poden ser isodiamètriques, prosenquimàtiques, bifurcades o ben ramificades. Es poden agrupar en feixos, poden formar tubs complets situats a la perifèria o poden aparèixer com a cèl·lules individuals o petits grups de cèl·lules dins dels teixits del parènquima. Però en comparació amb la majoria de les fibres, les esclerèides són relativament curtes. Són exemples característics els braquiclereids o les cèl·lules de pedra (anomenades cèl·lules de pedra per la seva duresa) de peres i codonys (Cydonia oblonga) i les de brot de la planta de cera (Hoya carnosa). Les parets cel·lulars omplen gairebé tot el volum de la cèl·lula. És ben visible una estratificació de les parets i l'existència de fosses ramificades. Les fosses ramificades com aquestes s'anomenen fosses ramiformes. La closca de moltes llavors com les de fruits secs i les pedres de drupes com les cireres i les prunes estan formades per esclereides. Aquestes estructures s'utilitzen per protegir altres cèl·lules.